# Space Generation Advisory Council
El Space Generation Advisory Council (SGAC) o Consejo Asesor de Generaciones Espaciales es una organización no gubernamental que funciona como una red global de gente interesada en el espacio.
Aúna los intereses de la juventud, los estudiantes y los jóvenes profesionales, y conecta a estos con organizaciones no gubernamentales e iniciativas sin ánimo de lucro relacionadas.
La principal labor del SGAC se ha basado en el desarrollo de políticas espaciales. De esta forma ha representado a toda la juventud del planeta en los asuntos de política espacial, en la OOSA de Naciones Unidas y otras organizaciones Internacionales.
SGAC se encarga de introducir la opinión de la juventud en Naciones Unidas a través de su estatus de observador en el Committee on the Peaceful Uses of Outer Space (COPUOS) de Naciones Unidas. SGAC también ha contado con representación en el Space Policy Summit - un encuentro de representantes gubernamentales y altos cargos de las distintas agencias espaciales para tratar el futuro de la exploración espacial. Junto con esto, SGAC también ha contribuido al European Green Paper on Space Policy.
SGAC fue fundado en Viena (Austria) con representantes de Europa, Oriente Medio, Norteamérica, Sudamérica, África y Asia/Pacífico.

## Historia
SGAC fue fundado en 1999 en un forum para la juventud de la conferencia UNISPACE III celebrada en Viena.
Más de 160 jóvenes de 60 países asistieron a dicho forum, que se celebró en paralelo a UNISPACE III.

## Proyectos
- Yuri's Night, se celebra cada año el 12 de abril
- Space Generation Congress Valencia (España), Oct2006
- SGC Project Forums
- Space Security Project
- Local Mars Outreach
- Permission to Dream
- Space Generation Congress Hyderabad (India), Oct2007
- Encuentros Virtuales Espaciales Latinoamericanos